# Csogori
A csogori (hangul: 저고리) a koreai hanbok hosszú ujjú felső része. A férfi csogori hosszabb, a női csogori általában mell alatt végződik. Féloldalas vastag masnival (고름, korum) kötik meg meghatározott módon. Téliesített verziója a prémmel bélelt, kicsivel hosszabb katcsogori (갓저고리). A csogori alá szokcsokszam (속적삼) nevű alsóing kerül.

## Etimológia
A csogorit korábban más néveken is ismerték, a koreai három királyság idejében úgy mint  ju (유, 襦), pokszam (복삼, 複杉) vagy ühe (위해, 尉解). Bár nem tudni, a csogori szót mióta használják, valószínűsíthetően a Korjo-korszakban, Cshungnjol uralkodása idején jelent meg. Az első történelmi dokumentum, amiben szerepel a kifejezés a Cshondzsoni (천전의, 遷奠儀), mely 1420-ban keletkezett és egy temetési procedúrát ír le. A szövegben a csokkori (赤古里), illetve tancsokkori (短赤古里) szavak szerepelnek handzsával, azonban nem biztos, hogy koreai szavak kínai átiratát jelölik. A Silla korban is még üheként (위해, 尉解) hivatkoznak a ruhadarabra, ez a szó egyes dialektusokban mai napig megmaradt uthe (우태), uthi (우티), ucshi (우치) változatban.

## Részei
A csogori alapvető részei a kil (길), amely az elülső és hátulsó, nagyobb anyagrészt jelöli, a kit (깃) a gallérrészt kihangsúlyozó csík elnevezése. A tondzsong levehető papírgallér. A csogorit a korummal (고름) kötik meg, ami egy vastag szalag a ruhanemű elején. A női csogori része a kkuttong (끝동), ami a csogori anyagától elütő színű kézelő.
A csogorikat megkülönböztetik anyaguk, a varrási technika és a formájuk alapján. A min csogori egyszerű, egyszínű anagból készül, csak a nyakrész fehér. A hödzsang csogori ezzel szemben olyan csogorit jelöl, ahol például a kkuttong és a korum az alapszíntől elütő színű. A szamhödzsang csogori esetében ezen felül a hónaljrész (곁마기, kjonmagi) is más színű. A szektong csogori (색동저고리) ujjai pedig színes csíkokból állnak.

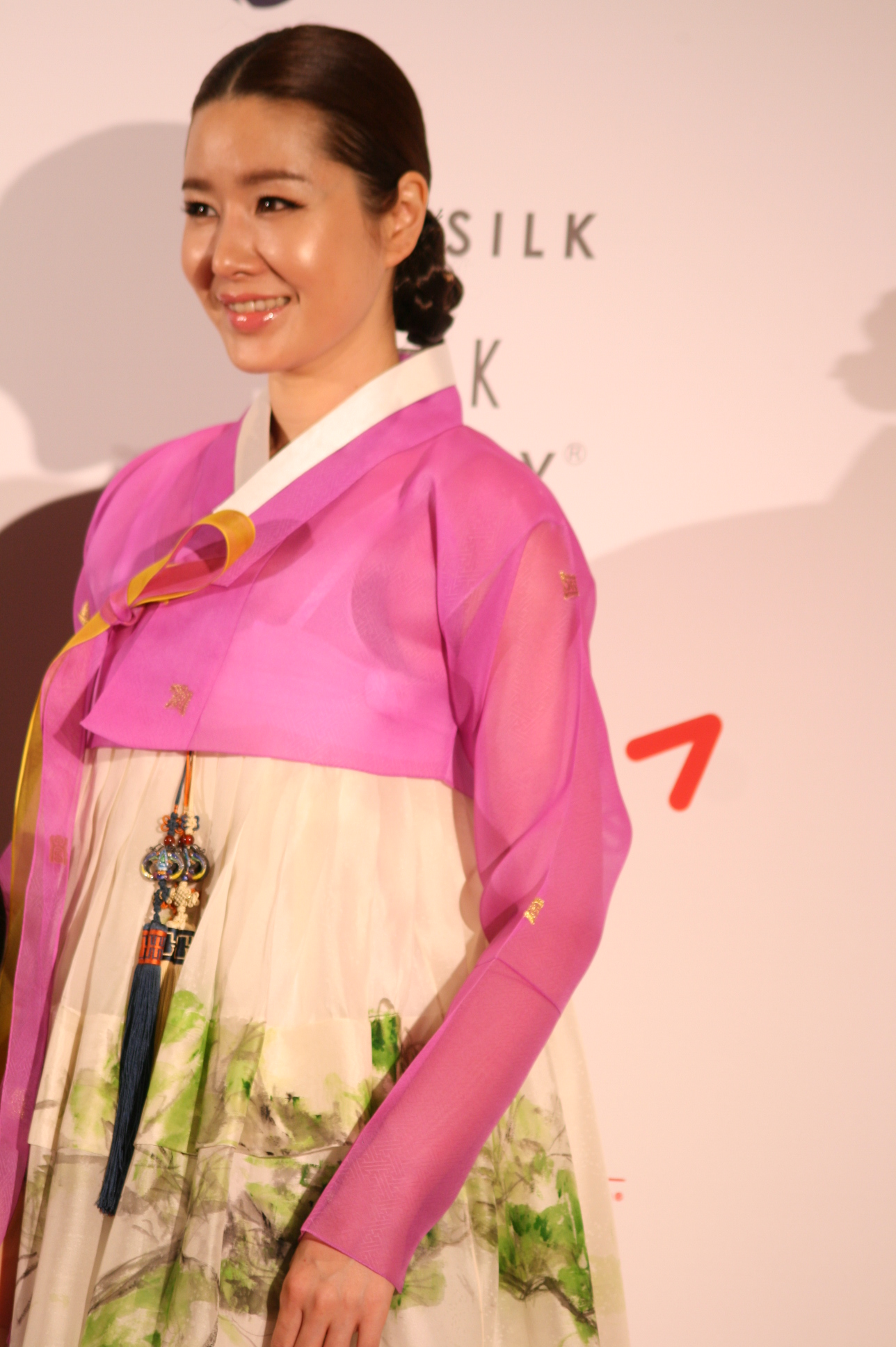
Kim Dzsijon, az 1997-es Miss Korea-győztes rózsaszín csogoriban
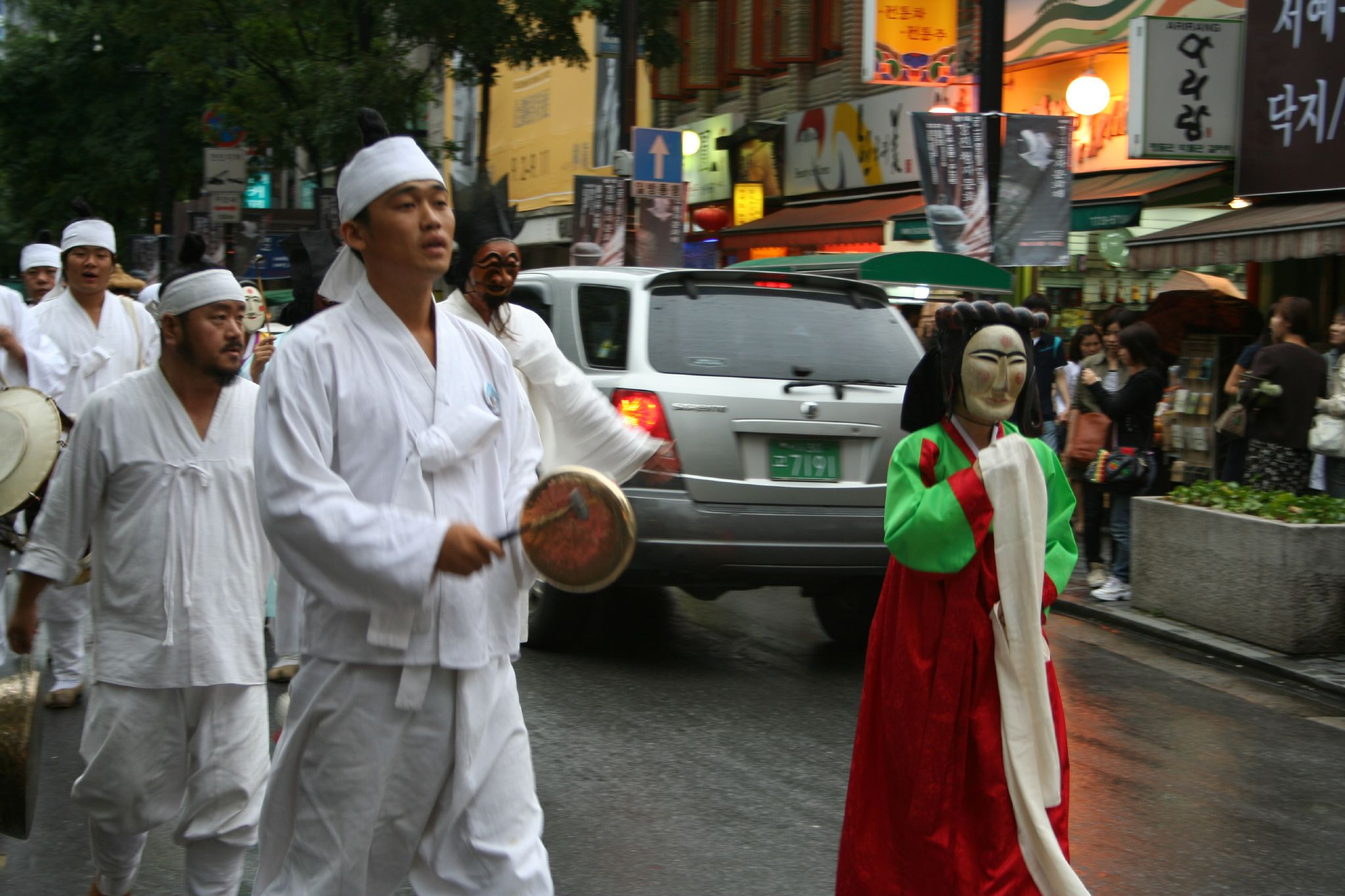
Férfiak csogoriban és padzsiban

## Fordítás
Ez a szócikk részben vagy egészben  a   Jeogori című angol Wikipédia-szócikk ezen változatának fordításán alapul.  Az eredeti cikk szerkesztőit annak laptörténete sorolja fel. Ez a jelzés csupán a megfogalmazás eredetét és a szerzői jogokat jelzi, nem szolgál a cikkben szereplő információk forrásmegjelöléseként.